# پیر کلوگه
پیر کلوگه (انگلیسی: Peer Kluge؛ زادهٔ ۲۲ نوامبر ۱۹۸۰) بازیکن فوتبال اهل آلمان است.
از باشگاه‌هایی که در آن بازی کرده‌است می‌توان به باشگاه فوتبال شالکه ۰۴، باشگاه فوتبال آرمینیا بیله‌فلد، باشگاه فوتبال هرتابرلین، باشگاه فوتبال نورنبرگ، باشگاه فوتبال کمنیتس، و باشگاه فوتبال بروسیا مونشن‌گلادباخ اشاره کرد.
وی همچنین در تیم ملی فوتبال Germany B بازی کرده‌است.